# Wolodymyr Firman

Bischofswappen von Wolodymyr Firman

Wolodymyr Firman (ukrainisch Володимир Фірман, wiss. Transliteration Volodymyr Firman; * 8. Mai 1976 in Sarwanyzja, Oblast Ternopil, Ukrainische SSR) ist ein ukrainischer griechisch-katholischer Geistlicher und Weihbischof in Ternopil-Sboriw.

## Leben
Wolodymyr Firman studierte Philosophie und Katholische Theologie am Priesterseminar in Ternopil. Der Bischof von Ternopil-Sboriw, Mychajlo Sabryha CSsR, spendete ihm am 9. Mai 1999 die Diakonenweihe und am 8. Oktober 2000 das Sakrament der Priesterweihe für die Eparchie Ternopil-Sboriw (ab 2011: Erzeparchie Ternopil-Sboriw).
Ab dem Jahr 2000 fungierte Firman als Verwalter und ab 2016 als Rektor des Spiritualitätszentrums in Sarwanyzja. Zudem war er ab 2004 Subregens des Priesterseminars in Ternopil und Diözesanökonom der Eparchie Ternopil-Sboriw. Außerdem wirkte er ab 2014 zusätzlich als Militärkaplan. Daneben studierte Firman Religionswissenschaft an der Katholischen Universität Lublin Johannes Paul II. (2004–2006), Agrarwissenschaften an der Nationalen Iwan-Ohijenko-Universität Kamjanez-Podilskyj (2011–2013) und Verwaltungsentwicklung an der Ukrainischen Katholischen Universität in Lwiw (2016). 2006 gründete er den Landwirtschaftsbetrieb Sarwanyzja Agro. Nach dem Russischen Überfall auf die Ukraine im Jahr 2022 war er an der Organisation von Hilfslieferungen aus Deutschland in die Ukraine beteiligt. 2020 erhielt Firman den Johann-Georg-Pinsel-Preis der Oblast Ternopil und am 9. Dezember 2022 die Auszeichnung „Goldenes Herz“ des Präsidenten der Ukraine für seinen Einsatz im Rahmen der Schaffung von Hilfs- und Unterstützungsstrukturen für die ukrainische Bevölkerung nach dem Überfall durch Russland.
Die Synode der ukrainisch griechisch-katholischen Bischöfe wählte ihn zum Weihbischof in Ternopil-Sboriw. Dieser Wahl stimmte Papst Franziskus am 12. Juli 2023 zu und ernannte ihn zum Titularbischof von Limisa. Der Großerzbischof von Kiew-Halytsch, Swjatoslaw Schewtschuk, spendete ihm am 27. August desselben Jahres im Spiritualitätszentrum in Sarwanyzja die Bischofsweihe; Mitkonsekratoren waren der Erzbischof von Ternopil-Sboriw, Wassyl Semenjuk, und der Bischof von Saint Josaphat in Parma, Bohdan Danylo. Sein Wahlspruch «Величає душа моя Господа» (deutsch: „Meine Seele preist den Herrn“) stammt aus dem Magnificat (Lk 1,46 ).